# Berchem (Anvers)
Pour les articles homonymes, voir Berchem.
Berchem est un district de la ville belge d'Anvers située en Région flamande dans la province d'Anvers. C'était une commune à part entière avant la fusion des communes de 1983.

## Toponymie
Le nom Berchem comprend les mots « Berch » et « -em ». Berch faisait probablement référence au mot néerlandais « Berg » qui signifie montagne, avec le suffixe « -em » le toponyme de « Berchem » fut créé.

## Histoire
En 1830, des combats y opposèrent les révolutionnaires belges aux troupes néerlandaises. Frédéric de Merode y fut gravement blessé (il mourut quelques jours plus tard à Malines). Le faubourg fut aussi en 1832 le quartier-général de l'armée française.
Son château date du XIe siècle.(Quel château?)
En 1912, la ville d'Anvers a acquis une grande partie de Berchem y compris Bas-Middelheim et le parc du château Vogelenzang. Pendant l'occupation allemande, l'indépendance fut abolie à partir du 1er janvier 1942 Berchem devenant ainsi un des quartiers de l'arrondissement du « Grand-Anvers ». Après la guerre, Berchem redevient une commune indépendante jusqu'à la fusion créant la nouvelle commune d'Anvers le 1er janvier 1983.

## Géographie

### Communes limitrophes
| Anvers  | Anvers  | Borgerhout, Deurne |
| Hoboken | Berchem | Mortsel            |
| Wilrijk | Wilrijk | Mortsel            |

## Démographie

### Évolution démographique

#### XIXesiècle
| Année      | 1806 | 1816 | 1830 | 1846 | 1856 | 1866 | 1876 | 1880 | 1890   |
| ---------- | ---- | ---- | ---- | ---- | ---- | ---- | ---- | ---- | ------ |
| Population | 1714 | 2111 | 2729 | 4114 | 4782 | 5332 | 8463 | 9384 | 15.503 |

#### XXesiècle
| Année      | 1900   | 1910   | 1920   | 1930   | 1947   | 1961   | 1970   | 1980   | 1982   |
| ---------- | ------ | ------ | ------ | ------ | ------ | ------ | ------ | ------ | ------ |
| Population | 19.962 | 30.274 | 32.115 | 41.685 | 45.401 | 48.667 | 50.241 | 46.368 | 45.289 |

- Sources : INS, Rem. : 1831 jusqu'en 1981 = recensements[3].

## Lieux touristiques
- Basilique du Sacré-Cœur
- Église Saint-Willibrord
- Musée du bus et tram flamand (Vlaams Tram- en Autobusmuseum)
- Stade de Berchem-Sport

## Animations

### Club principal de Berchem

#### Football
- K Berchem Sport 2004 (évolue en D4 Belge)

## Politique

### Collège du district
Le conseil des districts d'Anvers est exercé par le Collège du district (nl) (en néerlandais : Districtscollege ou Districtsbureau).
| Le Districtscollege        | Le Districtscollege                                                                                           |
| -------------------------- | --- |
| Président de district (nl) | Evi Van der Planken (N-VA)                                                                                    |
| Échevins de district (nl)  | 1. Bruno De Saegher (N-VA) 2. Cindy Van Paesschen (N-VA) 3. Ann Bakelants (Open Vld) 4. Edwin De Cleyn (CD&V) |

### Conseil du district
Le conseil de district (nl) d'Anvers compte depuis 2013 25 sièges.

## Personnalités

### Nés à Berchem
Trié par année :
- Jacquet de Berchem (1505-1567), compositeur
- Pieter Claesz (né en 1596 ou 1597-1er janvier 1661), peintre
- Alexandre Struys, artiste-peintre, y est né le 24 janvier 1852
- Pierre de Caters (25 décembre 1875-21 mars 1944), pionnier de l'aviation
- John Langenus (8 décembre 1891-1er octobre 1952)
- Gustaaf Van Goethem (24 décembre 1898), footballeur et entraîneur de football
- Albert Poels (7 avril 1903), sculpteur
- Egbert van Kampen (28 mai 1908-11 février 1942), mathématicien
- Jaak De Voght (22 octobre 1911-9 juin 1971), conférencier
- Jozef van Hove (16 novembre 1919), illustrateur et scénariste
- Bob Davidse (26 juillet 1920)
- Jef Nys (30 janvier 1927-20 octobre 2009), auteur de bande-dessinée
- Ward Ruyslinck (17 juin 1929), écrivain
- Jaap Kruithof (13 décembre 1929), philosophe
- Paul van Herck (19 mai 1938), écrivain
- Freddy Van Gaever (19 juin 1938), homme politique
- Harry Kümel (27 janvier 1940), réalisateur de film
- Karel Staes (1941)
- Paul Staes (3 décembre 1945-13 novembre 2024), politicien
- Norma Hendy (14 décembre 1946), chanteuse et actrice
- Leen Wuyts (20 mars 1950), lanceur de javelot et entraîneur d'athlétisme
- Ludo Coeck (25 septembre 1955-9 octobre 1985), footballeur à K Berchem Sport 2004, [RSC Anderlecht], Inter Milan et l'équipe de Belgique de football
- Peter Van Den Begin (25 octobre 1964), acteur
- Gert Verhulst (24 janvier 1968), acteur, scénariste, réalisateur et présentateur de télévision
- Annelies Törös (6 mars 1995), Miss Belgique 2015
- Ibtissam Bouharat (2 janvier 1990), footballeuse internationale marocaine

### Morts ou ayant vécu à Berchem
Trié alphabétiquement :
- Ruben Block, musicien (Triggerfinger)
- Fons Borginon, homme politique Open Vld
- Pierre Joseph de Caters, bourgmestre de Berchem
- Luc Deleu, architecte, artiste
- Jan Eelen, réalisateur
- Tess Gaerthé, chanteuse
- Ludo Hellinx, acteur
- Claude Marinower, homme politique Open Vld
- Tom Naegels, auteur et journaliste
- Dave Sinardet, auteur et politologue
- Güler Turan, homme politique sp.a
- Rob Van de Velde, homme politique N-VA
- Caroline Van den Berghe, journaliste
- Tom Van Dyck, acteur
- Nigel Williams, humoriste